# ZDF-Hitparade
Die ZDF-Hitparade ist eine 32 Jahre von 1969 bis 2000 vom ZDF aus Berlin ausgestrahlte Musiksendung. Bekannt wurde die Hitparade vor allem durch die Moderation von Dieter Thomas Heck.

## Konzept der Sendung
Die Interpreten kamen vorwiegend aus dem Bereich des deutschen Schlagers. Gegen Ende der 1960er Jahre galt die Schlagermusik im Wettbewerb mit anderen musikalischen Trends jener Zeit, wie z. B. der Beatmusik, bereits als eher konservativ.
Durch die Hitparade wurden einige Neuerungen für Musiksendungen im Fernsehen eingeführt, die dazu beitrugen, der Schlagermusik in den 1970er Jahren noch einmal eine ungeahnte Popularität über die Generationen hinweg zu geben. Zu diesen Neuerungen gehörte zum Beispiel die Studiogestaltung. Diese war bei anderen zeitgenössischen Sendungen, wie etwa den Deutschen Schlager-Festspielen, noch stark am Theater orientiert, so dass es eine deutliche Distanz zwischen Vortragenden und Publikum gab. Bei der Hitparade wurde dagegen eine für die damalige Zeit sehr moderne, sachlich-funktionelle Gestaltung eingeführt, bei der auf Vorhänge und andere theaterhafte Requisiten komplett verzichtet wurde. Dabei waren die Zuschauertribünen im Karrée um die Bühne herum angeordnet, so dass das Publikum in geringem Abstand zu den Interpreten saß. Nicht selten saßen Sänger oder Sängerin zu Beginn eines Liedes selbst mitten im Publikum, um dann aufzustehen und sich (singend) zur Bühne zu begeben.
Ebenfalls neu war die Regel, live (zu einem Halb-Playback) zu singen. Die Plattenfirmen lieferten dazu die Original-Instrumental-Bänder, zu denen der Künstler auch für die Schallplattenaufnahme im Aufnahmestudio sang. Im ersten Studiokonzept der Hitparade, welches bis in die zweite Hälfte der 1970er Jahre verwendet wurde, saß sichtbar für das Publikum ein Tontechniker hinter einem Pult mit Bandmaschinen und fuhr für jeden Auftritt das entsprechende Instrumentalband ab. Gegen Ende des jeweiligen Titels wurde dann die Autogrammadresse des Interpreten eingeblendet. Zur Betonung des Live-Charakters der Sendung befand sich inmitten des Studios eine elektronische Anzeige des aktuellen Datums und der Uhrzeit.
Der Verlauf der Sendung bestand aus der Vorstellung fünf bis acht neuer Titel sowie der fünf, später drei Titel (schließlich dann -aus Zeitgründen- nur noch eines Titels), die aus der letzten Sendung die meisten Stimmen erhalten hatten. Nachdem sich Roy Black in den ersten Sendungen auf Platz 1 festgesetzt hatte (dreimal gewählt), durfte sich ab 1970 ein Titel nur noch maximal zweimal (ab 1985 nur noch einmalig) platzieren, dann schied er aus, damit die Hitparade stets auf einem aktuellen Stand blieb. Die Auswahl der Interpreten für die Neuvorstellungen erfolgte durch eine unabhängige Jury, die die Titel aus Vorschlägen der Musikindustrie auswählte. Von etwa Mitte der 1970er Jahre bis 1988 wurden die Neuvorstellungen von Media Control aus Verkaufszahlen und TV-/Radio-Auftritten bestimmt.
Im Laufe der Jahre änderte sich das Muster der Sendung. Nicht mehr allein die Vertreter des deutschen Schlagers nahmen an der Show teil. Die Hitparade öffnete sich Ende der 1970er Jahre auch anderen Genres der deutschsprachigen Unterhaltungsmusik. Als wenig später die Neue Deutsche Welle populär wurde, schafften es deren Vertreter nicht nur in die ZDF-Hitparade, sondern auch auf die ersten Plätze, und machten die Show für ein erweitertes Publikum interessant. Die Band Trio nutzte beispielsweise die Bedingung des Live-Singens für spontane Aktionen wie Anspielungen auf Dieter Thomas Heck. Auch andere Musiker, die etwas aus dem Schema fielen, wie zum Beispiel Gottlieb Wendehals, Klaus und Klaus, Frl. Menke (trotz Verbotes, während ihres Titels Traumboy einen Hochzeitsschleier zu tragen, steckte sie sich diesen während der Live-Sendung entgegen den Anweisungen des Regisseurs an) oder Haindling hinterließen auf ihre Art bleibende Eindrücke.
Gerade zu dieser Zeit stieg jedoch auch die Zahl prominenter Bands oder Interpreten deutschsprachiger Lieder, die es nicht mehr für nötig befanden, in der zunehmend als spießig angesehenen Hitparade aufzutreten. Beispiele hierfür waren Bands wie Ideal oder auch DAF. Die Hitparade verlor dadurch in den 1980er Jahren den Status, den sie in den 1970er Jahren noch besaß. Auch ging der Marktanteil deutschsprachiger Aufnahmen in diesen Jahren, insbesondere nach dem Abebben der Neuen Deutschen Welle, generell zurück. Auf diese Entwicklungen versuchte der Nachfolger von Dieter Thomas Heck, Viktor Worms, durch Änderungen am Sendekonzept zu reagieren.
Die Abstimmung durch die Zuschauer erfolgte in der Anfangszeit einfach per Postkarte. Doch bald stellte sich heraus, dass dieses System zu leicht manipulierbar war (so verschickten z. B. einige Interpreten frankierte Postkarten für die Stimmabgabe an ihre Fans und Fanclubs, um eine Platzierung in der Hitparade zu erreichen). Für den Titel Baby Dadamda (Peter Orloff) gingen unter anderem 11.037 Karten mit derselben Handschrift und demselben Poststempel ein. Von da an konnten die Zuschauer per Postkarte von der Hitparaden-Redaktion eine Stimmkarte anfordern. Nach ihrem Erhalt konnte nur so eine Stimme für einen Interpreten abgegeben werden. 1982 wurde die Abstimmung per Stimmkarte abgeschafft und mit dem Einsatz des TEDs begonnen. Dieses computerisierte System erlaubte es, dass der Sieger noch während der laufenden Sendung bekannt gegeben wurde. Zwischen 1987 und 1991 wurde in der Hitparade Vollplayback gefahren und auch englischsprachige Titel zugelassen. Auch der TED wurde kurzzeitig (zwischen 1987 und 1989) abgeschafft und zunächst durch ein Tippsystem abgelöst, wo der Sieger, der die Top 7 von Media Control richtig getippt hatte, ein Auto gewinnen konnte (bis Mitte 1988). Danach wurden bis zum Ende der Ära Viktor Worms nur noch die Top 3 von Media Control gezeigt und man konnte im neuen Tippspiel 4 aus 8 erneut ein Auto gewinnen. Mit Uwe Hübner, der die Hitparade ab 1990 übernahm, wurde der TED wieder eingeführt.
Der Austragungsort der ZDF-Hitparade war das Studio der Berliner Union Film in der Oberlandstraße.

## Ausstrahlung
Am 18. Januar 1969 um 18:50 Uhr wurde die Hitparade zum ersten Mal im ZDF ausgestrahlt und nach acht Ausgaben im Jahr 1969 ab 1970 jeweils zwölf Mal jährlich am Samstagabend präsentiert.
Zur Internationalen Funkausstellung 1973 änderte das ZDF seine Programmstruktur: Die Nachrichtensendung heute wurde auf 19:00 Uhr, die Hitparade und viele andere Sendungen auf den 19:30-Uhr-Sendeplatz gelegt. 1978 beschloss man dann eine erneute Programmreform und erklärte den Montag zum Tag der Musik im ZDF. Folglich wechselte neben anderen Musikformaten auch die Hitparade auf den Montagabend, bis sie 1984 wieder auf den alten Stammplatz am Samstagabend um 19:30 Uhr zurückkehrte.
Mit der Übernahme der Sendung durch Viktor Worms wurde die Sendung dann auf den Mittwochabend verlegt und wechselte bis zu ihrem Ende im Jahr 2000 noch mehrfach den Sendeplatz zwischen Donnerstag, Mittwoch und Samstag zu verschiedenen Uhrzeiten und Längen (zum Teil vor 20 Uhr noch durch eine Werbepause unterbrochen).
In einzelnen Jahren wurden auch Sonderausgaben produziert, wie z. B. die Hitparade-Spitzenreiter (1975 und 1976) oder ab 1981 Die Superhitparade im ZDF und ab Ende 1983 die jeweiligen Hits des Jahres. Nach 32 Jahren und 368 Folgen wurde die Hitparade im Jahr 2000 eingestellt, am 16. Dezember 2000 lief mit der Sondersendung Hits des Jahres 2000 die letzte Ausgabe.

## Wiederholungen
Seit Beginn des Senders 3sat im Dezember 1984 wurden zunächst die aktuellen Wiederholungen aus der Vorwoche des ZDF gezeigt. Mit Übernahme des ZDF Musikkanals Anfang 1989 waren zunächst 10 Jahre alte Ausgaben Bestandteil des Programms, die an wechselnden Terminen am Nachmittag im Programmfenster des ehemaligen Musikkanals liefen. 1994 sprang man ins Jahr 1972 zurück, ein Jahr später kam ein zweiter Jahrgang dazu. Somit wurden 15 und 22 Jahre alte Ausgaben gesendet. Seit 2004 liefen die Sendungen dann im Rahmen der sogenannten Nachtschwärmer-Termine (zunächst am Wochenende, dann von montags auf dienstags und schließlich donnerstags auf freitags), im Wechsel mit anderen Produktionen sporadisch die Sendungen der späten 1980er und frühen 1990er Jahre. Im September 2009 wurden nach fast 25 Jahren die Wiederholungen der Sendung endgültig eingestellt.
Im ZDFtheaterkanal waren chronologisch nur die Sendungen der 1970er Jahre zu sehen gewesen. Jeden Monat gab es eine andere Ausgabe, die dann an mehreren Tagen vormittags und nachmittags gezeigt wurde. Nach der Umstellung zu ZDFkultur wurden seit 2011 verschiedene Ausgaben in Dauerschleife wiederholt. Nachdem die Wiederholung am Samstag, den 1. August 2015 mit der letzten Ausgabe (Hits des Jahres 2000) endete, begann dort ab Sonntag, den 2. August 2015 gegen 18:45 Uhr die erneute chronologische Ausstrahlung aller im ZDF-Archiv noch vorhandenen Ausgaben der Hitparade. Nach der ersten Ausgabe aus dem Jahr 1969 wurde hierbei der obligatorisch-notwendige Sprung zur Ausgabe Nr. 26 aus dem Jahr 1971 vorgenommen. Nach Einstellung des Senders ZDFkultur verschwand auch die Hitparade gänzlich aus dem Fernsehprogramm.

## Die verschollenen Folgen
Während die Ausgabe 1 der Sendung vom 18. Januar 1969 inzwischen auf DVD erschienen ist, sind die Folgen 2 bis 25 aus den Jahren 1969 bis 1971 nicht mehr im Archiv des ZDF vorhanden. Bis auf Hörversionen, die von Fans aus privaten Tonbandaufnahmen rekonstruiert wurden, ist nur wenig Material aus diesen Folgen überliefert. So fanden sich im Archiv des WDR Ausschnitte, die in einem Bericht des Jugendmagazins Baff gezeigt wurden. Außerdem existieren Privataufnahmen, die ein Hobbyfilmer damals unter Erlaubnis der Produzenten auf Super-8 machte.

## Moderatoren

### Dieter Thomas Heck
Erster Moderator war Dieter Thomas Heck, der die Sendung gemeinsam mit Truck Branss und Eberhard Klein entwickelte. Heck war ein leidenschaftlicher Anhänger des deutschen Schlagers und moderierte schon vor dem Start der ZDF-Hitparade beim Saarländischen Rundfunk in Saarbrücken die Sendung „Die Deutsche Schlagerparade“ der Europawelle Saar, eine Hörfunk-Hörerhitparade mit ausschließlich deutschsprachigen Titeln. Auch in der ZDF-Sendung sangen verschiedene Interpreten ihre aktuellen Titel. Die Zuschauer konnten per Postkarte ihren Favoriten wählen, der in der Folgesendung erneut auftreten durfte. Zweimal nacheinander durfte sich der Interpret mit seinem Lied platzieren, dann war er „dreimal dabei“ und schied damit aus.
Charakteristisch war der von Heck am Ende jeder Sendung gesprochene (und nicht im Bild gezeigte) Abspann, in dem er in sehr hohem Sprechtempo die Liste der an der Produktion Beteiligten und deren Funktionen verlas.
Nach rund 16 Jahren gab Heck die Sendung an seinen ersten Nachfolger ab: Am 15. Dezember 1984 wurde die letzte Monatsausgabe von ihm moderiert und im Januar 1985 die letzte Jahreshitparade (Hits des Jahres ’84).

### Viktor Worms
1985 übernahm Viktor Worms die Moderation der Hitparade. Das bisherige Konzept, nur deutschsprachige Interpreten teilnehmen zu lassen, wurde 1987 aufgehoben, um ein noch breiter gefächertes Publikum zu erreichen. Einzige Bedingung war ein Bezug des Titels zu Deutschland; das konnte neben dem Interpreten auch die Produktion betreffen. Dadurch waren in der Hitparade so unterschiedliche, in englischer Sprache singende Interpreten wie die deutsche Band Alphaville oder die englisch-US-amerikanisch-jamaikanische Gruppe Bad Boys Blue, deren Songs von dem deutschen Produzenten-Duo Hendrik/van Haaren stammten, zu sehen. 1987 wurde das Live-Singen  durch ein Vollplayback ersetzt.

### Uwe Hübner
1990 folgte Uwe Hübner als Moderator. Die Hitparade wurde wieder mehr den Wünschen der Schlagerfans angepasst. Die Folge war, dass das in den späten 1980er Jahren hinzugewonnene Publikum, das sich mehr für die internationalen Lieder interessiert hatte, wieder verloren ging und die ursprüngliche Zielgruppe der Schlagerfans abermals eine Plattform im deutschen Fernsehen bekam. Außerdem wurde ab 1992 wieder live gesungen. Hübner moderierte die Hitparade bis zu ihrer Einstellung im Jahre 2000.

## Regisseure
- Truck Branss 1969 bis 1979
- Pit Weyrich (Kameramann aus der Anfangszeit der Hitparade) 1979 bis 1990
- Ewald Burike 1980 bis 1986
- Alexander Arnz 1984 (2 Folgen)
- Georg Martin Lange 1984 (1 Folge)
- Thomas Rogge (zuvor ebenfalls Kameramann bei der Hitparade) 1987 bis 2000

## Erkennungsmelodie
Die erste Titel- bzw. Erkennungsmelodie wurde 1968 von James Last im Auftrag des ZDF produziert. Zusätzlich war es anfangs noch der Wunsch des ZDF, dass James Last jeweils vor diese eigentliche Titelmusik in einer Art Medley noch den aktuellen Siegertitel des vorangegangenen Deutschen Schlager-Wettbewerbs einspielt. So begannen die ersten 4 Hitparaden dementsprechend mit dem Siegertitel des Vorjahres Harlekin der Schwedin Siw Malmkvist, die gleich in der ersten Ausgabe ihren aktuellen Titel Zigeunerhochzeit vorstellte. Ab der 5. Hitparade war es dann der 69er Siegertitel Heute so – morgen so von Roberto Blanco, der bis zum Jahresende die Sendung eröffnete. Meist war dieser Vorlauf jedoch so lang, dass von der eigentlichen Erkennungsmelodie, bis auf die ersten Töne, nicht mehr viel zu hören war. Aus diesem Grund entschied sich das ZDF ab dem Jahr 1970, auf dieses Vorspiel zu verzichten und fortan nur noch die reine Titelmusik der Hitparade zu verwenden. Diese blieb zusammen mit Dieter Thomas Heck bis zum 15. Dezember 1984 insgesamt 16 Jahre im Einsatz, was sie bis heute wohl zur bekanntesten Titelmelodie macht.
In den Jahren 1985 und 1986 wurde das Stück Connecting Flight  von Roland Romanelli aus dem Jahr 1982 verwendet. Ab 1987 war es die originale Instrumentalversion von The Final Countdown der schwedischen Band Europe, bevor diese 1988 und 1989 durch eine einminütige Komposition und Produktion von Dieter Bohlen abgelöst wurde, die als ZDF-Hitparade Erkennungsmelodie bei der GEMA als Werk Nr: 2253547 / ISWC: T-800.795.668-6 geführt wird. Ab dem Jahr 1990 folgte mit der Übernahme von Uwe Hübner ein weiteres nicht näher bezeichnetes Werk von 45 Sekunden, bevor die letzte Titelmusik der Sendung eine elektronische Neufassung der allerersten Melodie von James Last war.

## Auszeichnungen
- 1971: Goldene Kamera in der Kategorie Beste Sendung für junge Leute
- 1972: Achievement Award von Record World für die beliebteste Live-Show Europas
- 1973: Die Goldene Europa der Europawelle Saar bzw. heute SR 1 Europawelle (Saarländischer Rundfunk, Saarbrücken)

## Trivia
Zu einiger Bekanntheit im Zusammenhang mit der ZDF-Hitparade brachte es Frieda Zölle (1902–1998), die in zahlreichen Sendungen zu Gast war, was irgendwann auffiel und weshalb sie von da an „Hitparaden-Oma“ genannt wurde. Ihre Bekanntheit reichte so weit, dass sie sogar eine eigene Single aufnahm.

## Die neue Hitparadeauf RTL II
Ein an die ZDF-Hitparade angelehntes Konzept versuchte RTL II in der Samstagabend-Show Die neue Hitparade (Untertitel: Wir singen deutsch) umzusetzen. So begann die erste Ausgabe beispielsweise mit der originalen Klappzahlenuhr aus Berlin und dem Comedian Matze Knop in der Rolle von Dieter Thomas Heck. Von 2009 bis 2011 liefen allerdings nur sechs Ausgaben dieser Sendung mit mäßigem Erfolg, die auch noch von einer entsprechenden CD-Serie begleitet wurde.

## Jubiläum
In der Nacht zum 19. Januar 2019, also zum 50. Geburtstag der ersten Sendung vom 18. Januar 1969 strahlte ZDFneo eine Wiederholung der ZDF-Kultnacht-Sendungen „Das Beste aus der ‚Hitparade‘ – Höhepunkte, Hits und Heck“ Teil 1 & 2 aus den Jahren 2004 und 2005 aus. Im April 2019, acht Monate nach dem Tod des langjährigen Moderators Dieter Thomas Heck, strahlte das ZDF eine Aufzeichnung einer 150-minütigen, zwei Wochen zuvor in Offenburg aufgenommenen Jubiläumsgala aus, die von Thomas Gottschalk moderiert wurde. Unter den Gästen befanden sich unter anderen Bernhard Brink, Howard Carpendale, Danyel Gérard, David Hasselhoff, Heino, Michael Holm, Mike Krüger, Markus, Wencke Myhre, Nicole, Matthias Reim, Marianne Rosenberg, Purple Schulz und Bonnie Tyler, sowie die beiden ehemaligen Hitparade-Moderatoren Viktor Worms und Uwe Hübner.
Nicht nur das ZDF, sondern auch einige Radiostationen thematisierten den 50. Geburtstag der ersten Hitparade-Sendung: So widmete sich Radio Schlagerparadies in der alle zwei Wochen ausgestrahlten Sendung Zeitreise Hitparade dem Thema. Bei der Radioplattform laut.fm startete ein 24-Stunden-Sender unter dem bezeichnenden Namen Hitparadio. Hier werden alle der über 2.500 Titel von über 750 Interpreten der 32-jährigen Hitparaden-Geschichte unmoderiert in den teilweise bis heute noch nicht auf CDs erschienenen Originalversionen gespielt. Neben dem Hauptsender gibt es zudem auch noch die Programme Hitparadio-1 mit Titeln aus der Ära von Dieter Thomas Heck (1969–1984) und Hitparadio-2 mit Titeln aus der Zeit von Viktor Worms und Uwe Hübner (1985–2000).
Für 2020 war eine weitere Ausgabe geplant, die aber wegen der COVID-19-Pandemie abgesagt werden musste. Im April 2021 gab das ZDF bekannt, dass die Sendung nun doch produziert werden soll. Im Mai 2021 wurde von Seiten des ZDF bekannt, dass die Ausstrahlung der Sendung am 10. Juli 2021 erfolgen würde.